# Salir
Salir ist eine Gemeinde und Stadt an der Algarve in Portugal. Sie gehört zum Kreis Loulé, hat eine Fläche von 187,8 km² und 2448 Einwohner (Stand 19. April 2021), was einer Bevölkerungsdichte von 13 Einwohnern/km² entspricht.

## Geschichte
Vermutlich lebten in Salir Kelten, jedoch sind die Annahmen noch ungesichert. Auch die Römer siedelten hier, u. a. ist noch ein Ofen als einer der relativ wenigen römischen Funde der Region erhalten geblieben. Der heutige Ort wurde vermutlich im 12. Jahrhundert unter den Almohaden neu angelegt. Die arabische Festung wurde vermutlich 1189 durch König D.Sancho I. erobert.
Paio Peres Correia ließ sich in Salir nieder, um auf König D.Afonso III. zu warten, und um 1251 mit ihm die Algarve gänzlich zu erobern und somit die Reconquista in Portugal abzuschließen.
1505 bestand Salir bereits länger als eigenständige Gemeinde. Im Jahr 1993 wurde sie zur Kleinstadt (Vila) erhoben.

## Wirtschaft
Neben dem Fremdenverkehr, der hier insbesondere als Turismo rural und als Jagdtourismus betrieben wird, ist die Landwirtschaft der bedeutendste Wirtschaftsfaktor der Gemeinde. Zu nennen sind dabei insbesondere die Produktion von Kork, Olivenöl, Mandeln, Feigen, dazu Orangen und andere Früchten. Außerdem von Bedeutung sind der Johannisbrotbaum, und der zur Herstellung des Medronho-Obstschnaps nötige Medronho-Erdbeerbaum.